# Jörundur
Jörundur är ett berg i republiken Island. Det ligger i regionen Norðurland eystra, 300 km nordost om huvudstaden Reykjavík. Toppen på Jörundur är 808 meter över havet, eller 248 meter över den omgivande terrängen. Bredden vid basen är 1,7 km.
Trakten runt Jörundur är nära nog obefolkad, med mindre än två invånare per kvadratkilometer. Närmaste större samhälle är Reykjahlíð, omkring 13 kilometer sydväst om Jörundur. Trakten runt Jörundur består i huvudsak av gräsmarker.